# Edificio Scribner
El Edificio Scribner (en inglés: Scribner Building) es un edificio histórico ubicado en Nueva York, Nueva York. El Edificio Scribner se encuentra inscrito  en el Registro Nacional de Lugares Históricos desde el 6 de mayo de 1980. Ernest Flagg fue el arquitecto del Edificio Scribner.

## Ubicación
El Edificio Scribner se encuentra dentro del condado de Nueva York en las coordenadas 40°44′25″N 73°59′27″O / 40.740278, -73.990833.